# Kasangulu
Kasangulu est une localité, chef-lieu du territoire éponyme de la province du Kongo central en république démocratique du Congo.

## Géographie
La localité est située sur la route nationale 1 à 41 km au sud-ouest de Kinshasa (Aéroport de Ndolo).

## Histoire
En juin 2013, la localité se voit conférer le statut de ville, constituée de deux communes : La Gare et Kasangulu. Ce statut n'est pas maintenu lors de la réforme administrative mise en place en 2015.

## Société
La localité est le siège de la paroisse catholique Saint-Joseph de Kasangulu, siège de doyenné du diocèse de Kisantu.

## Population
Le dernier recensement date de 1984, l'accroissement annuel de la population est estimé à 2,53,.
| 1984   | 2004   | 2012   |
| ------ | ------ | ------ |
| 14 500 | 26 223 | 32 035 |

## Identifiants
codes postaux :
2001011 Kasangulu commune, 2001012 Kasangulu secteur